# Всеукраїнська Рада Церков
Всеукраїнська Рада Церков і релігійних організацій (скорочено ВРЦіРО) — релігійно-громадське об'єднання. Незалежний консультативно-дорадчий орган, рішення якого мають рекомендаційний характер. Утворена у грудні 1996 при Державному комітеті України у справах релігій як міжконфесійна інституція. «Її метою є об'єднання зусиль конфесій у справі духовного відродження України і координації міжцерковного діалогу як в Україні, так і за її межами, а також участь у розробці проектів нормативних актів з питань державно-конфесійних відносин та здійснення комплексних заходів доброчинного характеру». Важливого значення в роботі Всеукраїнської ради церков надається проблемам ментальності українського народу, духовної діяльності церкви, морального виховання. До складу Всеукраїнської ради церков входять представники релігійних організацій, зареєстрованих в Україні. Діють постійні та тимчасові робочі групи.

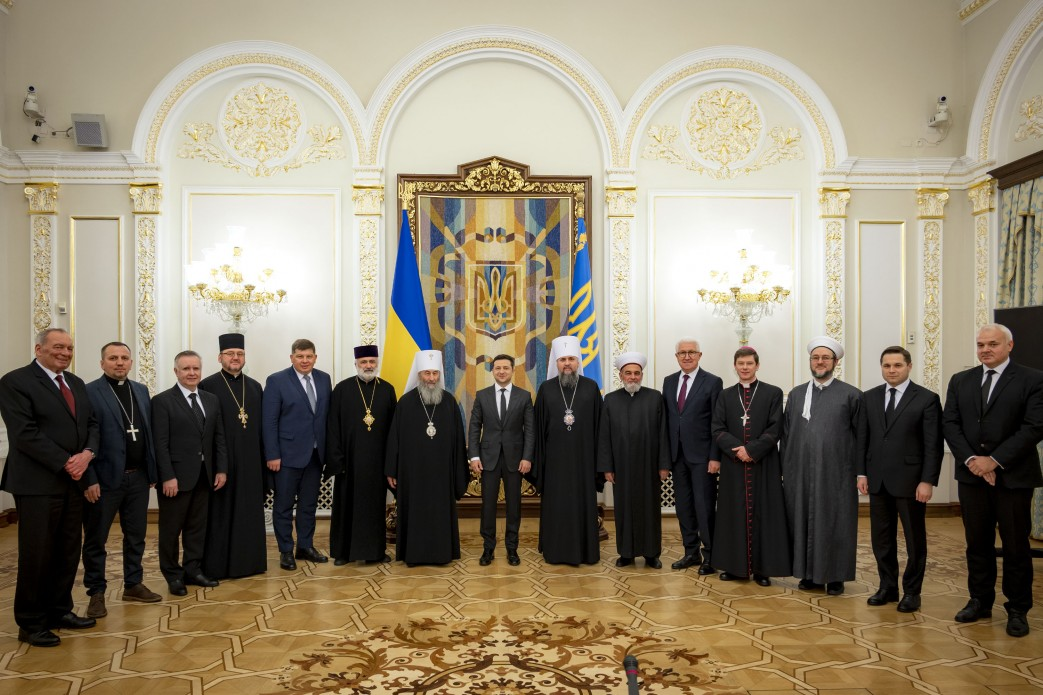
Члени Всеукраїнської Ради Церков і релігійних організацій під час зустрічі з Президентом України Володимиром Зеленським 17 грудня 2021 р.

Рада Церков функціонує на засадах рівності та рівноправ'я, поваги до внутрішніх настанов і традицій усіх діючих в рамках Конституції України релігійних організацій та є незалежною від органів державної влади України, політичних партій, інших громадських формувань та їх керівних органів.
Станом на лютий 2019 року до складу ВРЦіРО входять 16 церков і релігійних організацій та 1 міжцерковна організація, серед яких православні, греко- і римо-католицькі, протестантські та євангельські церкви, а також юдейське та мусульманське релігійні об'єднання.Рада Церков представляє більше ніж 90 % усіх релігійних організацій України.
Згідно Положення про ВРЦіРО, члени Ради головують на засіданнях почергово, що допомагає розподілити між конфесіями відповідальність за організацію роботи Секретаріату Ради та поточну координацію спільних дій у період між засіданнями.
Секретаріат ВРЦіРО складається з представників кожної конфесії і створений у 2005 році для попереднього опрацювання актуальних питань перед їх винесенням на засідання для розгляду членами Ради. Також у складі ВРЦіРО функціонують профільні групи – Комісія з питань соціального служіння, Комісія медіа служіння, Робоча група з питань реституції майна релігійних організацій.
Всеукраїнська Рада Церков і релігійних організацій у грудні 2008 року підписала угоду про співробітництво з Міністерством охорони здоров'я України, а також у липні 2009 ініціювала співробітництво з Міністерством освіти і науки України. При цих та інших міністерствах були утворені спеціальні громадські ради для діалогу та співробітництва держави з релігійними організаціями. Зокрема, при Міністерстві оборони України з 2009 року діє Рада у справах душпастирської опіки, при Міністерстві закордонних справ України з 2015 року діє Громадська рада з питань співпраці з релігійними організаціями. При Міністерстві юстиції України також діє Душпастирська рада з питань релігійної опіки у пенітенціарній системі України.
Регулярні робочі зустрічі проводять члени Всеукраїнської Ради Церков і релігійних організацій з Президентом України, Прем'єр-міністром України, керівництвом профільних міністерств та парламентських фракцій. На цих заходах виробляються рішення щодо подальшого розвитку партнерської моделі державно-конфесійних відносин, за якої потенціал релігійної спільноти може якнайкраще послужити українському суспільству у справі морального виховання, розвитку доброчинності та вирішення багатьох нагальних суспільних  викликів.
У 2020 році новим головою ВРЦіРО обрали митрополита Епіфанія. Він виступив із критикою гендерної теорії та Стамбульської конвенції «ХХ століття показало, до яких згубних наслідків приводить впровадження ідеологій, які є нетерпимими до іншої позиції, в життя держав. Чи варто знову над суспільствами ставити експеримент лише тому, що це «новомодні огні», якими нас вчергове хочуть «просвітити»? Сто років тому під гаслами прогресу та новітніх досягнень науки нам вже було нав’язано марксистсько-більшовицьку класову ідеологію, і всякий, хто висловлював сумнів у її засадах, ставав «ворогом народу». Ми не хочемо, щоби Україна перетворилася у державу, де під гаслами боротьби за свободу і права будуть переслідувати, накладати штрафи, обмежувати і права, і свободу. Тому ми послідовно виступаємо проти ініціатив, мотивованих «гендерною ідеологією», зокрема і проти ратифікації Стамбульської конвенції», - сказав митрополит. «[...] ми не можемо сприймати і схвалювати виключно ідеологічно мотивоване трактування терміну «гендер» не як еквівалент природної статі, чоловічої чи жіночої, а як особисте переконання», - зазначив митрополит Епіфаній. На думку митрополита Епіфанія за фасадом назви Стамбульської конвенції вкладено низку цілком ідеологічних речей і тому, попри вже забезпечені законами України механізми захисту і попередження від домашнього насильства, ратифікацію конвенції знову і знову лобіюють. Предстоятель ПЦУ закликав усіх від кого це залежить, бути відкритими до конструктивного діалогу та почути цю позицію.
20 серпня 2020 року під час робочої зустрічі Всеукраїнської Ради Церков і релігійних організацій з Прем’єр-міністром України Денисом Шмигалем та іншими членами Уряду у Клубі Кабінету Міністрів митрополит Епіфаній виступив із промовою, у якій наголосив неприйнятність внесення у навчальний специфічні гендерні теорії. «Рада (Церков) не раз послідовно піддавала аргументованій критиці наполегливі намагання внести у навчальний процес ідеологічні засади, засновані на специфічних гендерних теоріях. Ми завжди виступали і будемо виступати за рівність суспільних прав та можливостей жінок і чоловіків, але коли під виглядом боротьби за таку рівність ми бачимо наполегливі спроби нав’язати, зокрема і дітям та підліткам, штучні ідеологічні конструкції – ми не можемо не реагувати і будемо це робити», - сказав митрополит Епіфаній. Митрополит прокоментував тему боротьби проти домашнього насильства: «Рада підтримує таку боротьбу, сприяла ухваленню відповідних законів. Але на підставі аналізу та досвіду ми дійшли твердого переконання, що так звана Стамбульська конвенція лише використовує тематику домашнього насильства для впровадження у національні законодавства ідеологічно мотивованих правил, заснованих на протиприродному трактуванні статі». «Ми знову і знову спостерігаємо наполегливі намагання, зокрема зовнішні, поступово впровадити в Україні цю ідеологію, як обов’язкову, що суперечить загальній конституційній нормі, яка забороняє встановлення обов’язкової ідеології. Тому наша Рада вважає, що Стамбульська конвенція не повинна вноситися на ратифікацію і просимо уважно поставитися до аргументів на користь такого рішення», - підсумував митрополит Епіфаній.
16 вересня 2021 року ВРЦіРО опублікувала заяву про необхідність захисту сімейних цінностей. Духовні лідери країни висловлюють занепокоєння щодо нав’язування ворожих для сім’ї ідеологій і соціальних моделей, які руйнують мораль і традиції нашого народу.
15 грудня 2021 року ВРЦіРО виступила проти послаблення оподаткування гральних закладів.

## Члени
1. Всеукраїнський Союз Церков євангельських християн – баптистів (ВСЦ ЄХБ) - Антонюк Валерій Степанович – голова ВСЦ ЄХБ. 
2. Духовне управління мусульман України (ДУМУ) - Ахмед Тамім – голова ДУМУ, Верховний муфтій України.
3. Духовне управління мусульман Криму (ДУМК) - Айдер Рустемов – Голова ДУМК, Верховний Муфтій Криму.
4. Закарпатська реформатська церква (ЗРЦ) - Зан-Фабіан Олександр Олександрович – глава Консисторії ЗРЦ, єпископ.
5. Німецька євангелічно-лютеранська церква України (НЄЛЦУ) - Павло Шварц – єпископ НЄЛЦУ.
6. Об'єднання юдейських релігійних організацій України (ОЮРОУ)-  Яків Дов Блайх – президент Об'єднання, Головний рабин м. Києва та України ОІРОУ.
7. Православна церква України (ПЦУ)-  Епіфаній (Думенко) – предстоятель ПЦУ, Митрополит Київський і всієї України.
8. Римсько-Католицька Церква в Україні (РКЦ) - Віталій Кривицький – єпископ, ординарій Київсько-Житомирський.
9. Українська Греко-Католицька Церква (УГКЦ) -  Святослав (Шевчук) – верховний архієпископ УГКЦ.
10. Українська Євангельська Церква (УЄЦ)  - Зайцев Олександр Володимирович – старший єпископ УЄЦ.
11. Українська Церква Християн Віри Євангельської (УЦ ХВЄ) -  Паночко Михайло Степанович – старший єпископ УЦ ХВЄ.
12. Українська єпархія Вірменської Апостольської Церкви (УЄ ВАЦ) - Маркос (Оганесян) – єпископ УЄ ВАЦ.
13. Українська Лютеранська Церква (УЛЦ) -  В’ячеслав Горпинчук – єпископ УЛЦ.
14. Українська Православна Церква (УПЦ ) - Онуфрій (Березовський) – предстоятель УПЦ митрополит Київський і всієї України.
15. Церква адвентистів сьомого дня (ЦАСД) - Носов Станіслав Вікторович – президент УУК ЦАСД.
16. Українська Християнська Євангельська Церква (УХЄЦ) -  Падун Леонід Миколайович – старший єпископ УХЄЦ.
17. Українське Біблійне Товариство (УБТ) - Комендант Григорій Іванович – президент УБТ.